# Chrystodulos I (arcybiskup Cypru)
Chrystodulos – zwierzchnik Cypryjskiego Kościoła Prawosławnego w latach 1606–1638.

## Życiorys
Urząd arcybiskupa Nowej Justyniany i całego Cypru objął w 1606, po rezygnacji arcybiskupa Beniamina. Podobnie jak jego poprzednik, łączył działalność religijną z występowaniem w obronie praw cypryjskich Greków przed tureckimi władzami wyspy.
3 lutego 1609 kierowana przez niego hierarchia Kościoła cypryjskiego skierowała list do króla hiszpańskiego Filipa III z prośbą o interwencję militarną na Cyprze i oderwanie wyspy od Turcji. Po uzyskaniu odpowiedzi odmownej Chrystodulos I zwrócił się z podobnym apelem do władcy Sabaudii Karola Emanuela II. O jego tajnej korespondencji dowiedziały się władze tureckie, co zmusiło hierarchę do ucieczki do Albanii. Zapoczątkowane przez Chrystodulosa negocjacje kontynuował jego następca Nikifor, bez rezultatu.